# S!CAST
S!CAST（エス!キャスト）は、ソフトバンクモバイル（旧・ボーダフォン）が2006年3月から2007年9月まで提供していたサービスである。ボーダフォン時代の旧称は、「Vodafone live! CAST」。

## 概要
容量の大きいコンテンツを夜間（2:00～7:00(JST)の間）に配信し、配信後はオフラインでもコンテンツを参照できるサービス。一日数回の情報配信が行われる、ステーションとは別物である。
他キャリアでも同様のサービスを展開しているが、大きな特徴として、配信に要するパケット通信料が不要であることが挙げられる（情報料は有料。なお、同種サービスの「EZチャンネルプラス」（au）では逆に情報料は無料で、定額の通信料（税込315円）は通信料定額サービスの上限額の対象という設定）。これにより、大容量のコンテンツ（例えば1メガバイト程度のデータで通常料金1,800円程度）であっても、S!CAST及び、S!ベーシックパックに加入していれば、パケット通信料が発生せず、安価にサービスを受けることが可能である。
配信時に圏外・電源OFF・圏内でも非対応端末で在圏（1枚のUSIMカードで複数の端末を使い分けている場合）のため定時配信分を受信できなかったときのために、手動で再配信を受けることができる。
このサービスは開始からわずか1年半後の2007年9月28日に終了したが、このシステムを利用した新サービスS!情報チャンネルが2008年1月28日より提供開始された（S!情報チャンネルの開始時点での対応機種は、S!キャスト対応機種（と終了後に発売した機種）であり、これらはS!キャストの機能を使って、登録・情報受信する。）。
似たようなサービスとして、S!速報ニュースがある。

### 3Gお天気アイコン
2006年秋冬モデルの一部機種より、S!CASTを利用した「3Gお天気アイコン」のサービスが追加された。基本的には「ステーション」時代のお天気アイコンと同様であるが、次の違いがある。
- 花粉情報などが追加され、ステーション時代のものよりも配信内容が増えている。
- 移動先での天気情報を入手するには、今のところ次の配信を待つか手動で操作する必要があった。

## 対応機種
※は、3Gお天気アイコン非対応
- Tシリーズ
  - 912T - 911T - 910T - 904T※
  - 815T - 814T - 813T - 811T - 810T
  - 705T※

- SHシリーズ
  - 913SH - 912SH - 911SH - 910SH
  - 905SH※ - 904SH※
  - 815SH - 814SH - 813SH - 812SH - 812SH s - 811SH - 810SH
  - 705SH※

- Nシリーズ
  - 804N※
  - 706N - 705N

## 沿革
- 2006年10月1日 - ボーダフォンの日本法人がソフトバンクに買収されたことから、名称を「S!CAST」に変更する。
- 2007年9月28日 - サービス終了。